# Malásia na Universíada de Verão de 2021
A Malásia participou da Universíada de Verão de 2021, que aconteceu em Chengdu, na China, entre 28 de julho e 8 de agosto de 2023.
Foram 66 atletas — 35 masculinos e 31 femininos — em sete modalidades olímpicas e uma não olímpica — o wushu.

## Competidores
Estas foram as modalidades e atletas que disputaram a edição:
| Esporte            | Masculino | Feminino | Total |
| ------------------ | --------- | -------- | ----- |
| Atletismo          | 14        | 11       | 25    |
| Badminton          | 6         | 6        | 12    |
| Natação            | 2         | 0        | 2     |
| Saltos ornamentais | 0         | 2        | 2     |
| Taekwondo          | 5         | 1        | 6     |
| Tiro               | 0         | 3        | 3     |
| Tiro com arco      | 6         | 6        | 12    |
| Wushu              | 2         | 2        | 4     |
| Total              | 35        | 31       | 66    |

## Medalhas

### Medalhistas
Estes foram os medalhistas desta edição:
| Kimberly Bong Qian Ping | Ong Ker Ying |

| Faris Zaim Anson Cheong Yan Feng Liew Xun Faiz Rozain Tan Kok Xian Wong Tien Ci | Gan Jing Err Ng Qi Xuan Kisona Selvaduray Desiree Siow Hao Shan Teoh Le Xuan Yap Rui Chen |

| Liew Xun | Wong Tien Ci |

### Por modalidade
Estas foram as medalhas por modalidade nesta edição:
| Esporte            | Medalha de ouro | Medalha de prata | Medalha de bronze | Total de medalhas |
| ------------------ | --------------- | ---------------- | ----------------- | ----------------- |
| Wushu              | 1               | 0                | 3                 | 4                 |
| Saltos ornamentais | 0               | 1                | 0                 | 1                 |
| Badminton          | 0               | 0                | 2                 | 2                 |
| Total              | 1               | 1                | 5                 | 7                 |